# 관아구티
관아구티(Dasyprocta cristata)는 아구티과에 속하는 남아메리카 설치류의 일종이다. 기아나와 수리남의 토착종이다. 붉은궁둥이아구티(Dasyprocta leporina)의 이명으로 추정되기도 하여 분류 상태가 명확하지 않아 국제 자연 보전 연맹(IUCN)이 "정보부족종"으로 지정하고 있다.